# Центр астрофізики Джодрелл-Бенк

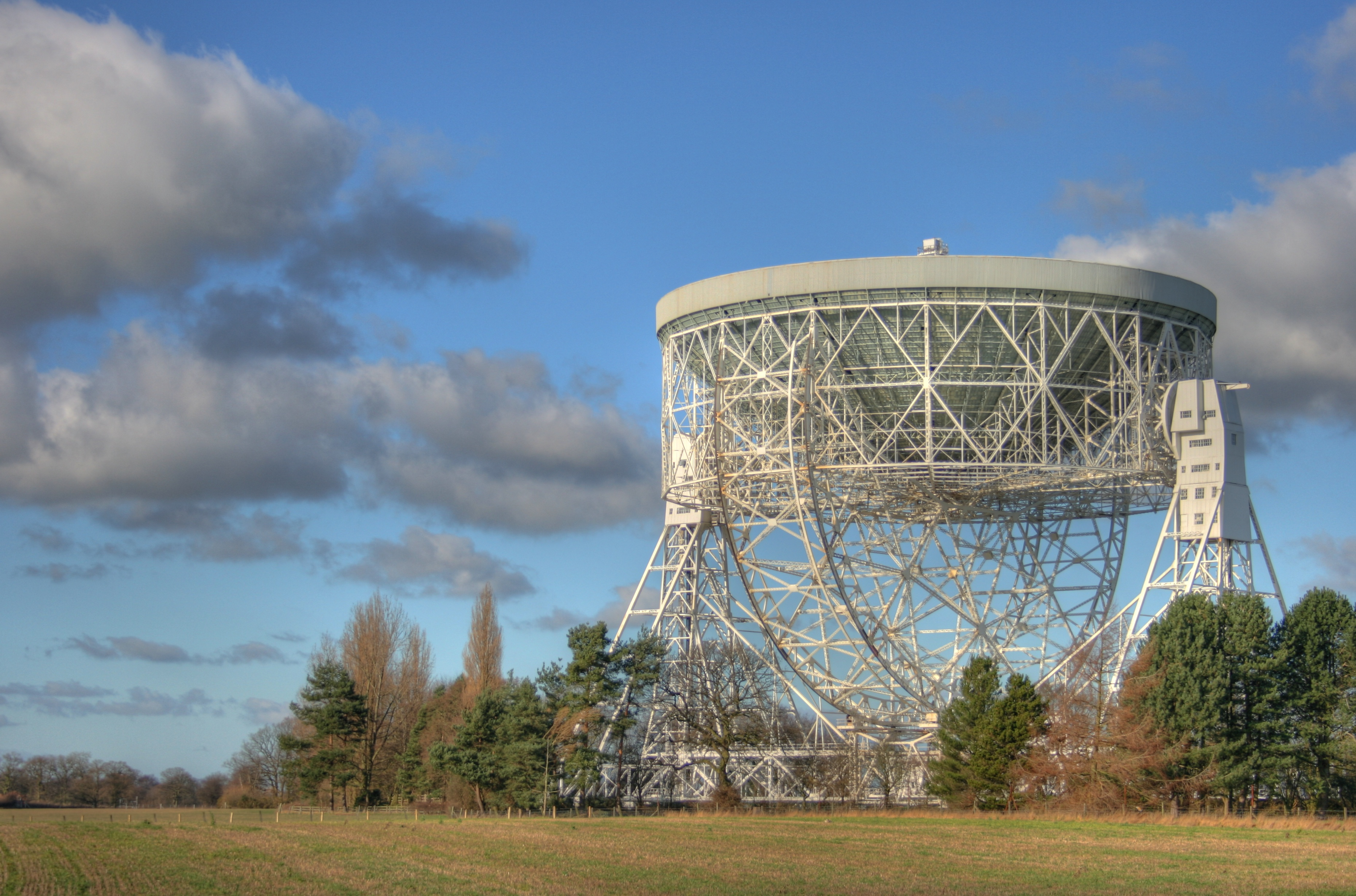
Лавелівський телескоп в обсерваторії Джодрелл-Бенк, що є частиною Центру астрофізики Джодрелл-Бенк

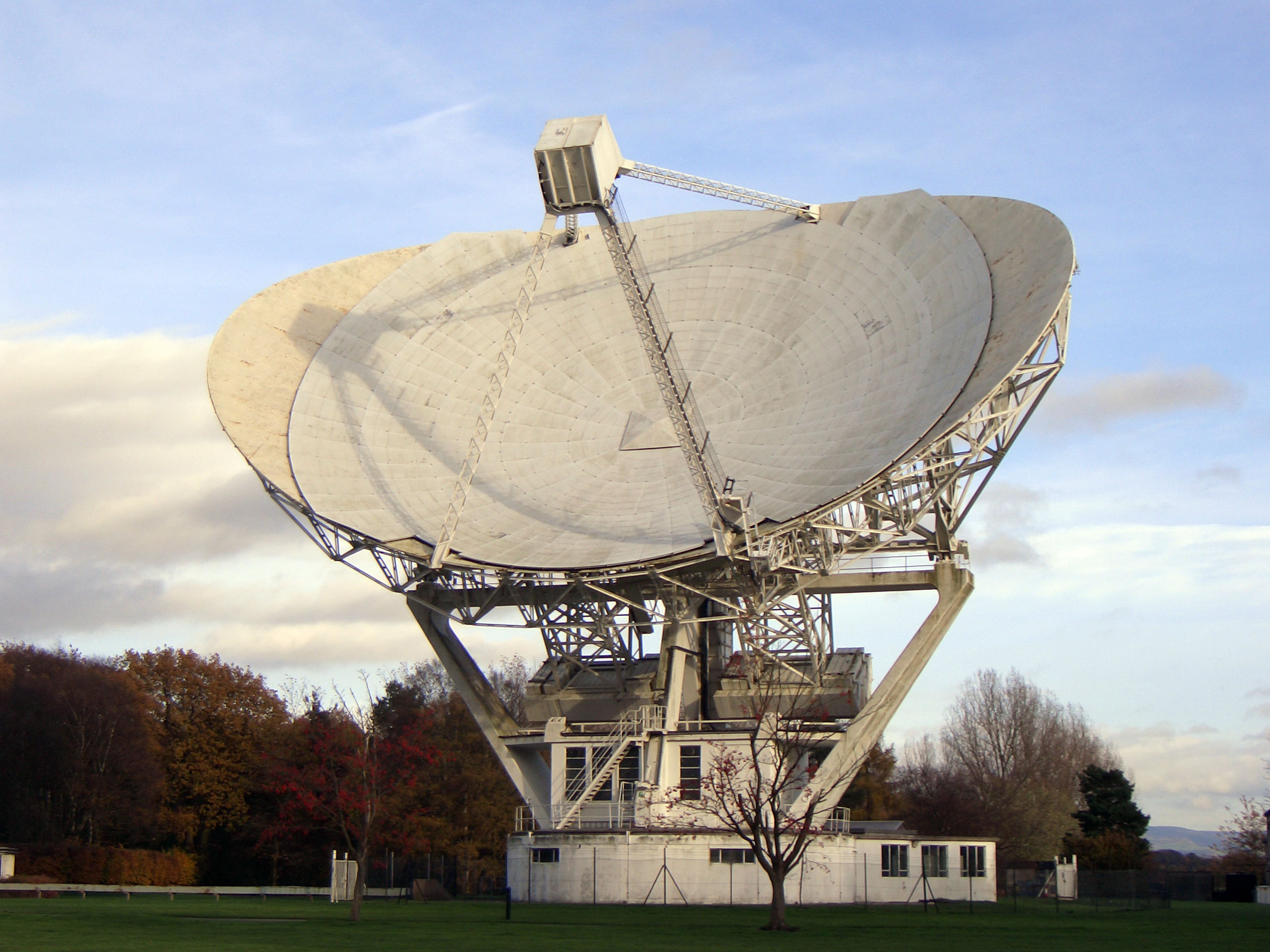
Радіотелескоп Марк II

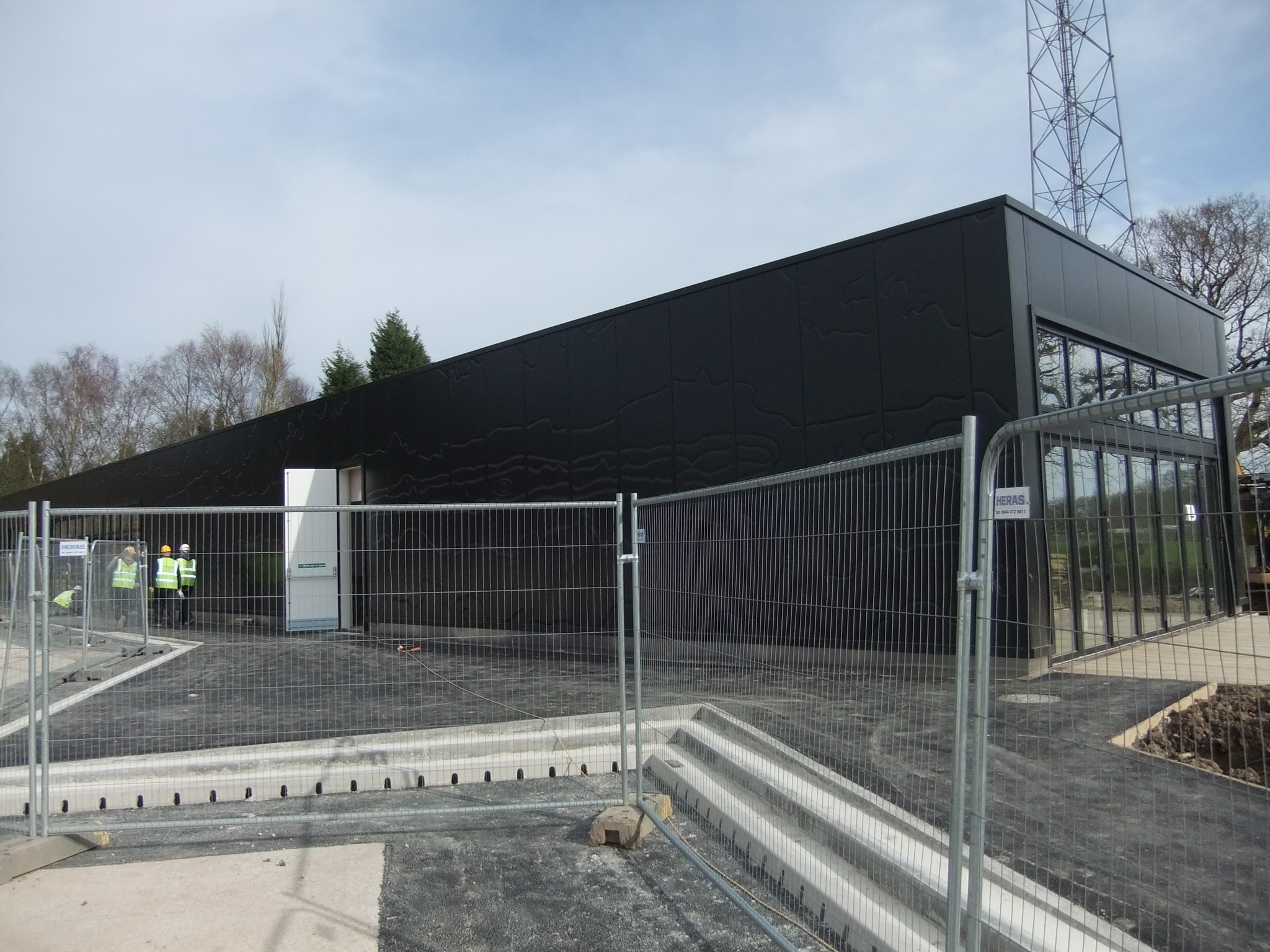
Новий центр для відвідувачів Джодрелл-Бенк (березень 2011 року)

Центр астрофізики Джодрелл-Бенк — наукова установа у складі кафедри фізики та астрономії в Манчестерському університеті, одна з найбільших астрофізичних груп у Великій Британії. Центр був утворений після злиття Манчестерського університету Вікторії та Науково-технічного центру Манчестерського університету, що об'єднало дві астрономічні групи.
Центр астрофізики включає обсерваторію Джодрелл-Бенк, національний центр MERLIN/VLBI і центр відвідувачів Джодрелл-Бенк. Також тут знаходиться штаб-квартира обсерваторії Square Kilometer Array.

## Дослідження
Дослідження в центрі астрофізики зосереджені в наступних галузях:
- Астрохімія
- Астрофізичний мазер
- Редіктове випромінювання
- Утворення та еволюція галактик
- Гравітаційні лінзи
- Теоретична астрофізика і космологія
- Планетарні туманності
- Пульсари
- Фізика зір (включаючи зореутворення і сонячну плазму)
- Розробка приймачів телескопів

## Обсерваторія Джодрелл-Бенк
Обсерваторія Джодрелл-Бенк, розташована поблизу Ґустрі та каплиці Голмса в графстві Чешир, відіграла важливу роль у дослідженні метеорів, квазарів, пульсарів, мазерів і гравітаційних лінз, а також брала активну участь у відстеженні космічних зондів на початку Космічної Ери.
Головним телескопом в обсерваторії є Лавеллівський телескоп, який є третім за величиною рухомим радіотелескопом у світі. В обсерваторії є ще три активні телескопи: Марк II, 42-метровий і 7-метровий радіотелескопи.
Обсерваторія Джодрелл-Бенк є основою у складі радіоіентерферометра MERLIN.